# Wendy Schaal
Wendy K. Schaal (ur. 2 lipca 1954) – amerykańska aktorka.
Urodzona w Chicago w stanie Illinois jest córką Lois (z panny Treacy) oraz aktora Richarda Schaala. Od 4 września 1977 roku do października 1987 roku mężem jej był Stephen M. Schwartz, po czym się rozwiedli. Wraz z nim ma dwóch synów: Adama oraz Victora. 
Schaal najbardziej znana jest z gry Francine Smith w serialu Amerykański tata, w którym występuje od roku 2005.